# 自宅警備姫テラス
『自宅警備姫テラス』（じたくけいびひめテラス、NEET Princess Terrass）は、下村トモヒロによる日本の漫画作品。スクウェア・エニックス刊『月刊ガンガンJOKER』2009年8月号でプレビュー掲載後、同年9月号から2010年1月号まで連載された。
本項では、同社のウェブコミック配信サイト『ガンガンONLINE』で2009年4月2日更新分から6月18日更新分まで隔週連載された序章「アマノイワトヒメ」についても解説する。なお、本作は『ガンガンONLINE』での連載から初めて紙媒体のガンガン系列誌に移籍した作品である。

## ストーリー
ヒノモト国の国王直属部隊の新人隊員である春日ハルは夏海ナツキ、フブキトウマと共に3人でテラス王女を護衛する「プリンセスガード」への就任を命じられる。ところが、王女はいつまで待っても全く姿を表さず王室に近いモノたちも王女の話題になると口をつぐむばかりであった。しびれを切らしたハルは王女を一目見ようと護衛役であるにも関わらず厳重な警戒網を突破し、遂に王女の部屋への侵入に成功する。しかし、王女はハルが思い描いていたような「お姫様」にはほど遠い引きこもりでニートのダメオタクであった。

## 登場人物
アマノ＝テラス
ヒノモト国王女。ここ数年全く自室から外に出ようとせず、引きこもりのニート状態を通している。故に、普段着はジャージで髪はボサボサ、加えて黒縁のメガネとまったくお姫様らしくない姿をしている。一応、ティアラだけは普段も着用しており稀にハルが外へ連れ出した際はティアラを身に着けていると民衆から「姫殿下」と認識されるものの、ティアラを外すと「別人」と認識されるような状態となっている。
母である王妃はテラスを更生させるべくハル達プリンセスガードに期待を寄せているが、そんな親心に応える気は本人にはまるで無くネットゲームとプラモデルの組み立て・フィギュア収集に興じている。幼少の頃は成績優秀で将来を嘱望されていたと思われる形跡があるものの、本人はそうした過去を黒歴史扱いしている。
春日 ハル（かすが ハル）
序章『アマノイワトヒメ』の主人公。お調子者で前向きだが、思い込みが激しく空回りしやすい性格。また、「お姫様」という存在に対して強い憧れのような感情を持っている。
国王直属部隊の新人隊員で入隊早々からプリンセスガードへの配属を命じられ「お姫様を守る」と言う使命に燃えていたがテラスの正体を知って茫然自失状態に。この際に引きこもっていたテラスを数年ぶりに外へ連れ出したことを王妃に評価され、テラスを更生させる使命を負うことになってしまう。
夏海 ナツキ（なつみ ナツキ）
プリンセスガードの女性隊員。関西弁で話す。享楽的な性格で、鋭いツッコミが武器。
フブキ トウマ
プリンセスガード隊員。常に沈着冷静で、他の2人の暴走を止める役回りを担っている。ハルが王妃に見込まれて以降はナツキと2人1組で行動している。
十五夜 アキ（じゅうごや アキ）
ヒノモト国軍の女性教官で、階級は少佐。普段は「ツンドラ」と呼ばれるほど冷徹だが、ハル達3名をプリンセスガードに命じてテラスの相手を押し付けた後は珍しく上機嫌であった。
王妃（おうひ）
ヒノモト国の王妃。テラスの自堕落ぶりに苦悩していたが、ハルが成り行きでテラスを外へ連れ出したことを知りハルにテラスを更生させるよう命じる。

## 単行本
ガンガンコミックスJOKERより刊行。
アマノイワト姫
- 2009年8月22日初版発行 ISBN 978-4-7575-2620-4

自宅警備姫テラス
- 2010年3月20日初版発行 ISBN 978-4-7575-2828-4